# Xestia wockei
Xestia wockei is een vlinder uit de familie uilen (Noctuidae). De wetenschappelijke naam is voor het eerst geldig gepubliceerd in 1862 door Moschler.
De soort komt voor in Europa.